# Paralemnalia eburnea
Paralemnalia eburnea is een zachte koraalsoort uit de familie Nephtheidae. De koraalsoort komt uit het geslacht Paralemnalia. Paralemnalia eburnea werd in 1913 voor het eerst wetenschappelijk beschreven door Kükenthal. 